# Isaac P. Rodman

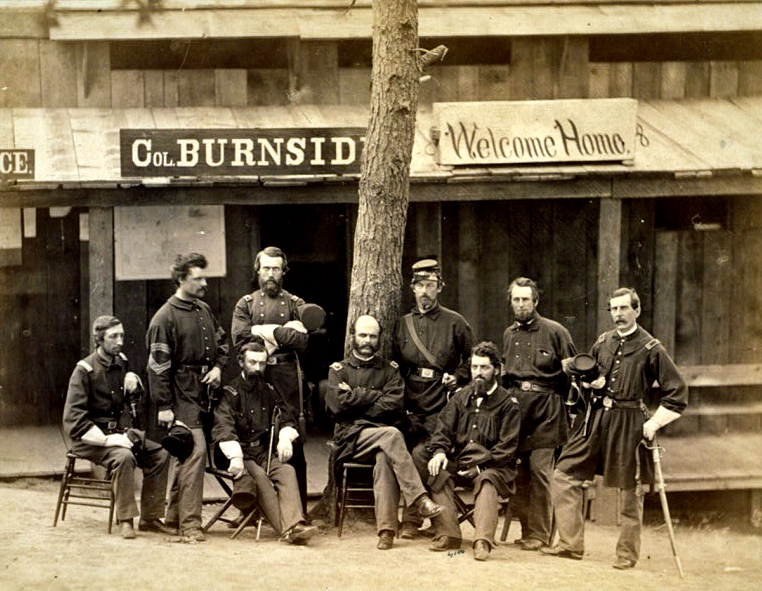
Rodman (encostado na árvore) com o coronel Ambrose E. Burnside e oficiais do 1.º Rhode Island

Isaac Peace Rodman (18 de agosto de 1822 – 30 de setembro de 1862) foi um banqueiro, político de Rhode Island e brigadeiro-general do Exército da União durante a Guerra Civil Americana, ferido mortalmente na Batalha de Antietam.

## Primeiros anos e carreira
Isaac Peace Rodman nasceu em South Kingstown, Rhode Island, filho de Samuel Rodman e Mary Peckham. Casou-se com Sally Lyman Arnold, filha do governador de Rhode Island Lemuel Hastings Arnold. Seu cunhado foi o futuro general da Guerra Civil Richard Arnold.
Associou-se ao irmão Rowland Gibson Rodman e ao pai Samuel Rodman na empresa S. Rodman & Sons. Rodman foi durante muitos anos presidente do conselho municipal de South Kingstown, deputado por diversos mandatos na Assembleia Geral de Rhode Island e também no Senado de Rhode Island. Foi diretor do Wakefield Bank e da Institution for Savings. Além de político, empresário e banqueiro, Rodman era cristão devoto, professor de estudos bíblicos e superintendente da escola dominical.

## Guerra Civil
No início da Guerra Civil, Rodman sentiu-se dividido entre os preceitos de sua fé e a lealdade à União, mas prontamente reuniu um grupo de moradores locais para o 2.º Regimento de Infantaria de Rhode Island, sendo nomeado capitão. O regimento combateu na Primeira Batalha de Bull Run na brigada do brigadeiro-general Ambrose Burnside, sofrendo grandes perdas, incluindo seu coronel. Em 3 de outubro de 1861, o governador William Sprague IV nomeou Rodman coronel do recém-criado 4.º Regimento de Infantaria de Rhode Island. Lutou sob o comando de Burnside na Carolina do Norte, participando da Batalha da Ilha Roanoke e da Batalha de New Bern, onde se destacou pela bravura e foi promovido a brigadeiro-general em 28 de abril de 1862. Após a Batalha de Fort Macon, contraiu febre tifóide e retornou a South Kingstown.
O general Burnside escreveu a Rodman, ainda convalescente, para informá-lo da necessidade de oficiais em uma nova campanha contra a primeira invasão do Norte pelo general confederado Robert E. Lee, a Campanha de Maryland. Mesmo doente e contra orientação médica, Rodman retornou ao Exército após poucas semanas. Na Batalha de South Mountain, comandou a 3.ª Divisão do IX Corpo e tomou Turner's Gap. Durante essa ação, o comandante do IX Corpo, major-general Jesse L. Reno, foi morto e substituído por Jacob D. Cox.
Três dias depois, em 17 de setembro de 1862, na Batalha de Antietam, o corpo de Burnside foi encarregado de atacar o flanco direito do exército confederado, nas colinas ao sul de Sharpsburg. O avanço foi retardado pela travessia da única ponte fortemente defendida sobre o riacho Antietam (hoje chamada de Ponte de Burnside). Burnside enviou a 3.ª Divisão de Rodman para flanquear o inimigo, atravessando um vau ao sul. No entanto, ninguém havia reconhecido previamente o local, que revelou-se impraticável. Após três horas, os homens de Rodman conseguiram cruzar por Snavely's Ford, dois quilômetros mais ao sul, por volta das 13h, quando finalmente a ponte havia sido tomada. O corpo avançou rumo a Sharpsburg, mas às 16h a Divisão Ligeira de A. P. Hill lançou um contra-ataque vigoroso, após marcha forçada desde Harpers Ferry. Ao avistar os confederados se aproximando, Rodman, cuja divisão estava na ala esquerda da União, galopou por um milharal para alertar seus comandantes, sendo atingido por um disparo no pulmão esquerdo. Morreu treze dias depois em um hospital de campanha em Sharpsburg.
Durante seu funeral, o senador Henry B. Anthony disse:

Aqui jaz o verdadeiro tipo do soldado patriota. Nascido e educado para a vida civil, sem sede de distinção militar, sem gosto particular pela carreira das armas, ele atendeu ao primeiro chamado de seu país e desembainhou a espada em sua defesa. Ingressou no serviço em posição subordinada e subiu apenas pelo mérito até o posto elevado em que caiu; e quando o disparo fatal o atingiu, o capitão de um ano antes comandava uma divisão. Sua rápida promoção não se deu por solicitações próprias. Ele jamais buscou os caminhos do favoritismo. Paciente, trabalhador, corajoso, inteiramente dedicado aos seus deveres, cumpria cada função tão bem que sua ascensão era natural. Era um modelo de cidadão americano: com sólida formação empresarial, alta integridade, forte senso de justiça e profundas convicções religiosas. Em sua vila natal, era por consenso o árbitro de disputas, conselheiro e amigo de todos.
Isaac Rodman está sepultado no cemitério da família Rodman, em Peace Dale, Rhode Island. Sua residência foi listada no Registro Nacional de Lugares Históricos em 23 de abril de 1990.

## Patentes
- Capitão, 2.º Regimento de Rhode Island – 6 de junho de 1861
- Renunciou – 25 de outubro de 1861
- Coronel, 4.º Regimento de Rhode Island – 30 de outubro de 1861
- Brigadeiro-general, voluntários – 28 de abril de 1862
- Falecido por ferimentos – 30 de setembro de 1862